# Жарсуатський сільський округ (Бурлінський район)
Жарсуа́тський сільський округ (каз. Жарсуат ауылдық округі, рос. Жарсуатский сельский округ) — адміністративна одиниця у складі Бурлінського району Західноказахстанської області Казахстану. Адміністративний центр — село Жарсуат.
Населення — 1392 особи (2021; 1590 у 2009, 1703 у 1999, 1810 у 1989).
Станом на 1989 рік існувала Жарсуатська сільська рада (села Димитрово, Жарсуат, Карашиганак).

## Склад
До складу округу входять такі населені пункти:
| Населений пункт   | Старі назви | Населення, осіб (1989) | Населення, осіб (1999) | Населення, осіб (2009) | Населення, осіб (2021) |
| ----------------- | ----------- | ---------------------- | ---------------------- | ---------------------- | ---------------------- |
| Димитрово, село   | Дмитров     | 246                    | 299                    | 191                    | 138                    |
| Жарсуат, село     | -           | 1291                   | 1112                   | 1151                   | 1054                   |
| Карашиганак, село | -           | 273                    | 292                    | 248                    | 200                    |